# Lopo Fernandes Pacheco (c. 1340)
Lopo Fernandes Pacheco ou Lopo Fernamdez Pacheco, na grafia arcaica (1340 - ?), foi um cavaleiro medieval do Reino de Portugal. Foi Senhor da Torre e Paço da Giela, da vila de Monção e seu termo bem como de metade do concelho dos Arcos de Valdevez.

## Biografia
Filho bastardo legitimado de Diogo Lopes Pacheco, "O Grande", que o criou nos seus Paços de a par de S. Martinho, em Lisboa. Acompanhou sempre o seu pai na sua longa e agitada vida, o que lhe permitiu ter vivido em Castela, Aragão, França e a Corte Papal de Avinhão, contactando com várias gentes e diferentes culturas. Tomou parte nas Cortes de Coimbra, e desempenhou papel particularmente activo em toda a guerra com Castela, nomeadamente nas batalhas de Trancoso e de Aljubarrota, onde esteve com seu pai e irmãos, João Fernandes Pacheco e Fernão Lopes Pacheco. Particularmente relevante foi também a sua participação nas campanha de reconquista das povoações do Minho (Monção e Melgaço) e de Trás-os-Montes que ainda mantinham a voz por Castela.

### Senhorios
Em recompensa dos seus serviços, tanto antes como depois da sua aclamação, concedeu-lhe D. João I o título de seu vassalo; a doação dos bens de Afonso Gomes da Silva a 10 de Setembro de 1384; a doação de várias terras, entre as quais Monção e seu termo, com todos os direitos e jurisdição a 29 de Agosto de 1385, após a vitória de Aljubarrota; metade das terras dos Arcos de Valdevez, a 10 de Dezembro de 1385, após o ataque a Chaves; e, posteriormente, a Casa e Torre da Giela, de juro e herdade, com todas as suas pertenças, por morte de Estêvão Anes Gondim, a 15 de Outubro de 1386.

### Entre os Doze de Inglaterra
Juntamente com seu irmão João Fernandes Pacheco, é dado como um dos cavaleiros integrando o grupo dos chamados Doze de Inglaterra. Mesmo que esse episódio possa ser mais lendário do que histórico, o facto de o seu nome lá se encontrar incluído atesta bem do prestígio que teria adquirido como guerreiro.

### Passagem a Castela
Todas estas propriedades teve de as vender coercivamente a D. João I, tendo elas sido novamente doadas a Gonçalo Lourenço, escrivão da Puridade de D. João I, a 5 de Abril de 1398 e, depois, a Fernão Anes de Lima, a 24 de Junho de 1437. Esta exigência de D. João I, considerada humilhante  e mostra de ingratidão, levou-o a abandonar o Reino cerca de 1398, retirando-se para Cidade Rodrigo, na raia castelhana, onde o rei Henrique III lhe fez mercê de várias terras.
O mesmo aconteceu com seu irmão João, bem como com vários dos seus parentes e alguns outros representantes da velha nobreza portuguesa, por se considerarem ofendidos e humilhados pelas várias expropriações que o Rei a todos eles decidira fazer. Foi Lopo Fernandes Pacheco, em Castela, progenitor da Casa dos Senhores de Serralvo.

## Relações familiares
Foi filho bastardo, legitimado por D. João I a 21 de Fevereiro de 1392, de Dom Diogo Lopes Pacheco (1304 - 1393) e de Margarida Pires, mulher solteira. Casou com Dona Francisca Vasques Coutinho, irmã de Álvaro Gonçalves Coutinho, o Magriço, e filha de Dom Gonçalo Vasques Coutinho, 2º marechal de Portugal, senhor do couto de Leomil e de Leonor Gonçalves de Azevedo, filha de Gonçalo Vasques de Azevedo, 1º marechal de Portugal, de quem teve, entre outros: 
1. João Afonso Pacheco, de onde descendem os Pacheco Pereira, de Barrosas. Ancestral patrilinear de Duarte Pacheco Pereira.
2. Branca Lopes Pacheco, que dá origem aos Borges Pacheco e Pacheco de Amorim, da Ribeira Lima.